# Государственный русский драматический театр имени А. С. Пушкина
Государственный русский драматический театр имени А. С. Пушкина (туркм. A. S. Puşkin adyndaky döwlet rus drama teatry) — драматический театр, старейший и единственный в Туркменистане государственный русский театр, расположенный в Ашхабаде на проспекте Махтумкули (бывший проспект Свободы).

## История
Театр был основан осенью 1926 года. В 1937 году театр получил имя Александра Сергеевича Пушкина. Во время землетрясения 1948 года уцелел лишь первый этаж здания театра. Тем не менее, уже через несколько месяцев театральный сезон возобновился. Через какое-то время для него было построено новое здание на улице имени 1 Мая (ныне — улица Гёроглы). В феврале 2004 года здание театра на улице Гёроглы было снесено, по официальной версии, ввиду его аварийного состояния. Новоселье театр справил в здании бывшего Дворца культуры Ашхабадской шелкомотальной фабрики, расположенном на проспекте Махтумкули (проспект Свободы).

## Награды
- Орден Трудового Красного Знамени (30 сентября 1976 года) — за заслуги в развитии советского театрального искусства[2].